# كريستوف زاوتر (لاعب كرة قدم)
كريستوف سوتر (بالألمانية: Christoph Sauter)‏ هو لاعب كرة قدم ألماني في مركز الهجوم، ولد في 3 أغسطس 1991 في لودفيغسهافن في ألمانيا. شارك مع منتخب ألمانيا تحت 19 سنة لكرة القدم. أما مع النوادي، فقد لعب مع روت فايس إيسن ونادي آلن ونادي كارلسروه ونادي نورنبرغ.

## وصلات خارجية
- كريستوف سوتر على موقع قاعدة بيانات كرة القدم.إي يو (الإنجليزية)
- كريستوف سوتر على موقع بيانات كرة القدم. دي إي (الألمانية)
- كريستوف سوتر على موقع عالم كرة القدم.نت (الإنجليزية)